# 2016年ハンガリーグランプリ
2016年ハンガリーグランプリは、2016年のF1世界選手権第11戦として、2016年7月24日にハンガロリンクで開催された。

## レース前
ピレリはハンガロリンクにミディアム、ソフト、スーパーソフトの3種類のコンパウンドを持ち込んだ。
7月20日、ザウバーのチーム所有権がロングボウ・ファイナンスS.A.に変更された。これに伴い、チーム創設者のペーター・ザウバーはすべての業務から退く。
FIAは、コース外を使うことでタイムを稼ぐことを防ぐためトラックリミット違反を設けているが、その取り締まり強化のため、今回は一部コーナーにドライバーがコース外を利用したことを発見する電子モニタリングシステムを導入した。
前戦イギリスGPの決勝でニコ・ロズベルグがギアボックトラブルに関するチームとの無線のやり取りでタイム加算ペナルティが科された件を受けて、FIAは当GPより無線通信に関する規制をさらに厳しく取り締まると通達した。「マシンに問題の兆候がある場合、伝達する内容は問題解決のためのピットイン、またはリタイアの指示でなくてはならず、これを取り消すことはできない」と変更されている。
メルセデスはロズベルグと2018年までの契約延長を正式発表した。

## フリー走行
2016年7月22日（金曜日）
1回目（FP1）
気温21度　路面温度26度　湿度80％
前戦イギリスGPに続き、このセッションのみルノーはケビン・マグヌッセンに代わりエステバン・オコンが、ハースはエステバン・グティエレスに代わりシャルル・ルクレールが参加。
セッション前の降雨の影響で、路面はハーフウエットの状態で開始。開始20分で路面が乾きだし、各車タイムアタックを始めた。メルセデス勢が他車に1秒以上の差をつけた。トップタイムはルイス・ハミルトン（1:21.347）。
2回目（FP2）
気温26度　路面温度43度　湿度58％
完全ドライのコンディションで行われた。セバスチャン・ベッテルがコースイン直後にギアボックスの不調を訴えたものの、致命的な問題にはならずそのままタイムアタックを続行した。開始15分、ハミルトンがターン11で単独スピンし、タイヤバリアに激突したため赤旗中断。再開後、フェルナンド・アロンソがエンジンを交換しようやくコースイン。セッション終盤にフェリペ・ナッセがターン2で、カルロス・サインツJr.がターン1でそれぞれスローダウン。トップタイムは唯一1分20秒台をマークしたニコ・ロズベルグ（1:20.435）。
2016年7月23日（土曜日）
3回目（FP3）
気温26度　路面温度44度　湿度63％
前日のFP2でクラッシュしたハミルトンは無事にコースへ復帰。トップタイムはFP2に続きロズベルグ（1:20.261）だったが、僅か0.002秒差の2位にマックス・フェルスタッペンが、3位にダニエル・リカルドとレッドブル勢が続いた。ハミルトンは4位。

## 予選
2016年7月23日（土曜日）　気温20度　路面26度（ともにQ1開始時点）　天候：雨のち晴（ウエット→ドライ）

### 経過
Q1
現地時間14時からのスタート予定だったが、予選直前から強い雨に見舞われスタートディレイ。一旦雨が止んだため20分遅れでスタートするも再び強い雨が降りだし13分08秒を残して赤旗中断。雨が止んだ14時40分に再開されたが、マーカス・エリクソンのクラッシュにより残り9分で再び赤旗中断。14時55分に再開するも、今度はフェリペ・マッサのクラッシュで5分20秒を残して3度目の赤旗中断。15時07分に再開、フェルナンド・アロンソが一時トップに立ったものの、ルイス・ハミルトンとニコ・ロズベルグが逆転。この直後にリオ・ハリアントがクラッシュしたため4度目の赤旗が出たことにより、1分18秒を残してセッションは終了した。なお、107%ルールに抵触したドライバーが11名（このセッションで敗退した6名とQ2に進出したマックス・フェルスタッペン、ダニエル・リカルド、ニコ・ヒュルケンベルグ、バルテリ・ボッタス、セルジオ・ペレスの5名）いたが、「（雨による）例外的な状況」と判断されたためQ2進出の5名についてはグリッドの変更なし、Q1で敗退した6名についてはFP3の結果に基づいてグリッドを決定した。エリクソンは予選後にシャシーを交換したためピットレーンスタートとなった。
Q2
ハーフウエットからドライに路面コンディションが変わっていく中で行われた。このため開始直後は各車インターミディエイトを履いたが、次第にドライタイヤに交換されていった。残り2分でアロンソがトップに立ったが、終盤にフェルスタッペン、ロズベルグ、リカルドに逆転され4位。ジェンソン・バトンも7位に入り、マクラーレン・ホンダ復活後初めて2台ともQ3進出を果たした。ハミルトンは10位で辛うじてQ3に進出した。キミ・ライコネンは14位に終わりQ2で敗退した。
Q3
気温25度、路面33度のドライコンディション。まずロズベルグが1分20秒499でトップに立ったが、すぐハミルトンが1分20秒108で逆転する。終了間際にアロンソがターン8でスピンしたため黄旗が出される。この黄旗提示区間（セクター2）で減速を余儀なくされたものの、ロズベルグが1分19秒965を叩き出してハミルトンを逆転しセッション終了となった。ロズベルグはこの減速について審議対象とされたが、「減速していた」と判断されたためお咎め無しとなりポールポジションが確定した。

### 結果
| Pos.                | No. | ドライバー                 | コンストラクター                | Q1       | Q2       | Q3       | Grid  |
| ------------------- | --- | -------------------------- | ------------------------------- | -------- | -------- | -------- | ----- |
| 1                   | 6   | ニコ・ロズベルグ           | メルセデス                      | 1:33.302 | 1:22.806 | 1:19.965 | 1     |
| 2                   | 44  | ルイス・ハミルトン         | メルセデス                      | 1:34.210 | 1:24.836 | 1:20.108 | 2     |
| 3                   | 3   | ダニエル・リカルド         | レッドブル-タグ・ホイヤー       | 1:39.968 | 1:23.234 | 1:20.280 | 3     |
| 4                   | 33  | マックス・フェルスタッペン | レッドブル-タグ・ホイヤー       | 1:40.424 | 1:22.660 | 1:20.557 | 4     |
| 5                   | 5   | セバスチャン・ベッテル     | フェラーリ                      | 1:35.718 | 1:24.082 | 1:20.874 | 5     |
| 6                   | 55  | カルロス・サインツ         | トロ・ロッソ-フェラーリ         | 1:36.115 | 1:24.734 | 1:21.131 | 6     |
| 7                   | 14  | フェルナンド・アロンソ     | マクラーレン-ホンダ             | 1:35.165 | 1:23.816 | 1:21.211 | 7     |
| 8                   | 22  | ジェンソン・バトン         | マクラーレン-ホンダ             | 1:37.983 | 1:24.456 | 1:21.597 | 8     |
| 9                   | 27  | ニコ・ヒュルケンベルグ     | フォース・インディア-メルセデス | 1:41.471 | 1:23.901 | 1:21.823 | 9     |
| 10                  | 77  | バルテリ・ボッタス         | ウィリアムズ-メルセデス         | 1:42.758 | 1:24.506 | 1:22.182 | 10    |
| 11                  | 8   | ロマン・グロージャン       | ハース-フェラーリ               | 1:35.906 | 1:24.941 |          | 11    |
| 12                  | 26  | ダニール・クビアト         | トロ・ロッソ-フェラーリ         | 1:36.714 | 1:25.031 |          | 12    |
| 13                  | 11  | セルジオ・ペレス           | フォース・インディア-メルセデス | 1:41.411 | 1:25.416 |          | 13    |
| 14                  | 7   | キミ・ライコネン           | フェラーリ                      | 1:36.853 | 1:25.435 |          | 14    |
| 15                  | 21  | エステバン・グティエレス   | ハース-フェラーリ               | 1:38.959 | 1:26.189 |          | 15    |
| 16                  | 12  | フェリペ・ナッセ           | ザウバー-フェラーリ             | 1:37.772 | 1:27.063 |          | 16    |
| 107% time: 1:39.833 |     |                            |                                 |          |          |          |       |
| NC                  | 30  | ジョリオン・パーマー       | ルノー                          | 1:43.965 |          |          | 171   |
| NC                  | 19  | フェリペ・マッサ           | ウィリアムズ-メルセデス         | 1:43.999 |          |          | 181   |
| NC                  | 20  | ケビン・マグヌッセン       | ルノー                          | 1:44.543 |          |          | 191   |
| NC                  | 9   | マーカス・エリクソン       | ザウバー-フェラーリ             | 1:46.984 |          |          | PL1 2 |
| NC                  | 94  | パスカル・ウェーレイン     | MRT-メルセデス                  | 1:47.343 |          |          | 201   |
| NC                  | 88  | リオ・ハリアント           | MRT-メルセデス                  | 1:50.189 |          |          | 211 3 |
| ソース              |     |                            |                                 |          |          |          |       |

追記
- ^1 - Q1において107%ルールをクリアできなかったドライバーが11名いたが、スチュワードにより「例外的な状況」と判断されたため全車決勝出走を許可した上で、Q2へ進出した5名（フェルスタッペン、リカルド、ヒュルケンベルグ、ボッタス、ペレス）についてはグリッドの変更なし、Q1で敗退した6名はFP3の順位（[6]。パーマー10位、マッサ11位、マグヌッセン12位、エリクソン20位、ウェーレイン21位、ハリアント22位）に基づいてグリッドを決定した[7]
- ^2 - エリクソンは予選後にシャシーを交換したため、決勝はピットレーンからスタート[8]
- ^3 - ハリアントは予選後にギアボックスを交換したため5グリッド降格（最後尾グリッドだったため変更なし）[9]

## 決勝
2016年7月24日（日曜日） 天候：晴　路面：ドライ

### 経過
2番手スタートのルイス・ハミルトンが1コーナーでトップに立ち終始レースを支配して3連勝、ポイントランキングでニコ・ロズベルグを逆転しトップに躍り出た。ハンガリーGPのドライバー単独最多勝利となる5勝目。

### 結果
| Pos.   | No. | ドライバー                 | コンストラクター                | 周回数 | タイム/リタイア | Grid | Pts. |
| ------ | --- | -------------------------- | ------------------------------- | ------ | --------------- | ---- | ---- |
| 1      | 44  | ルイス・ハミルトン         | メルセデス                      | 70     | 1:40:30.115     | 2    | 25   |
| 2      | 6   | ニコ・ロズベルグ           | メルセデス                      | 70     | +1.977          | 1    | 18   |
| 3      | 3   | ダニエル・リカルド         | レッドブル-タグ・ホイヤー       | 70     | +27.539         | 3    | 15   |
| 4      | 5   | セバスチャン・ベッテル     | フェラーリ                      | 70     | +28.213         | 5    | 12   |
| 5      | 33  | マックス・フェルスタッペン | レッドブル-タグ・ホイヤー       | 70     | +48.659         | 4    | 10   |
| 6      | 7   | キミ・ライコネン           | フェラーリ                      | 70     | +49.044         | 14   | 8    |
| 7      | 14  | フェルナンド・アロンソ     | マクラーレン-ホンダ             | 69     | +1 Lap          | 7    | 6    |
| 8      | 55  | カルロス・サインツ         | トロ・ロッソ-フェラーリ         | 69     | +1 Lap          | 6    | 4    |
| 9      | 77  | バルテリ・ボッタス         | ウィリアムズ-メルセデス         | 69     | +1 Lap          | 10   | 2    |
| 10     | 27  | ニコ・ヒュルケンベルグ     | フォース・インディア-メルセデス | 69     | +1 Lap          | 9    | 1    |
| 11     | 11  | セルジオ・ペレス           | フォース・インディア-メルセデス | 69     | +1 Lap          | 13   |      |
| 12     | 30  | ジョリオン・パーマー       | ルノー                          | 69     | +1 Lap          | 17   |      |
| 13     | 21  | エステバン・グティエレス   | ハース-フェラーリ               | 69     | +1 Lap1         | 15   |      |
| 14     | 8   | ロマン・グロージャン       | ハース-フェラーリ               | 69     | +1 Lap          | 11   |      |
| 15     | 20  | ケビン・マグヌッセン       | ルノー                          | 69     | +1 Lap          | 19   |      |
| 16     | 26  | ダニール・クビアト         | トロ・ロッソ-フェラーリ         | 69     | +1 Lap          | 12   |      |
| 17     | 12  | フェリペ・ナッセ           | ザウバー-フェラーリ             | 69     | +1 Lap          | 16   |      |
| 18     | 19  | フェリペ・マッサ           | ウィリアムズ-メルセデス         | 68     | +2 Laps         | 18   |      |
| 19     | 94  | パスカル・ウェーレイン     | MRT-メルセデス                  | 68     | +2 Laps         | 20   |      |
| 20     | 9   | マーカス・エリクソン       | ザウバー-フェラーリ             | 68     | +2 Laps         | PL   |      |
| 21     | 88  | リオ・ハリアント           | MRT-メルセデス                  | 68     | +2 Laps         | 21   |      |
| Ret    | 22  | ジェンソン・バトン         | マクラーレン-ホンダ             | 60     | オイル漏れ      | 8    |      |
| ソース |     |                            |                                 |        |                 |      |      |

ファステストラップ
- キミ・ライコネン（フェラーリ） 1:23.086（52周目）

ラップリーダー
- ルイス・ハミルトン（Lap 1-15, 18-40, 43-70）
- ニコ・ロズベルグ（Lap 16-17, 41-42）

追記
- ^1 - グティエレスは青旗無視のためレース後に5秒加算ペナルティとペナルティポイント2点が科された[13]

## 第11戦終了時点でのランキング
|   | 順位 | ドライバー             | ポイント |
| 1 | 1    | ルイス・ハミルトン     | 192      |
| 1 | 2    | ニコ・ロズベルグ       | 186      |
| 1 | 3    | ダニエル・リカルド     | 115      |
| 1 | 4    | キミ・ライコネン       | 114      |
|   | 5    | セバスチャン・ベッテル | 110      |

|  | 順位 | コンストラクター                | ポイント |
|  | 1    | メルセデス                      | 378      |
|  | 2    | フェラーリ                      | 224      |
|  | 3    | レッドブル-タグ・ホイヤー       | 223      |
|  | 4    | ウィリアムズ-メルセデス         | 94       |
|  | 5    | フォース・インディア-メルセデス | 74       |

- 注：ドライバー、コンストラクター共にトップ5のみ表示。